# Всероссийская служба медицины катастроф
Всероссийская служба медицины катастроф (ВСМК) — организационно-функциональное подразделение Единой государственной
системы предупреждения и ликвидации чрезвычайных ситуаций (РСЧС) Российской Федерации, объединяющее органы управления, учреждения и формирования здравоохранения федеральных органов исполнительной власти (МВД России и др.), органов исполнительной власти субъектов РФ и муниципальных органов, предназначенных для медицинского обеспечения населения при чрезвычайных ситуациях, террористических актах и военных конфликтах. Образовано в соответствии с Указом Президента Российской Федерации № 468 от 20 апреля 1993 года «О неотложных мерах по обеспечению здоровья населения Российской Федерации», постановлениями Правительства Российской Федерации от 12 октября 2020 года N 1671 «О внесении изменений в некоторые акты Правительства Российской Федерации и признании утратившим силу постановления Правительства Российской Федерации от 3 мая 1994 г. N 420» и N 734 от 26 августа 2013 года «Об утверждении Положения о Всероссийской службе медицины катастроф».
Организационно-методическое руководство и координацию деятельности ВСМК осуществляет Министерство здравоохранения Российской Федерации.

## Структура

### Межгосударственный уровень
- Всероссийский центр медицины катастроф «Защита» — евроазиатский региональный центр медицины катастроф стран СНГ и сотрудничающий центр ВОЗ по медицине катастроф и чрезвычайным ситуациям. Входит в Федеральный медицинский биофизический центр им. А.И. Бурназяна ФМБА России. Занимается научной, учебной и организационной работой в области медицины катастроф, участвует в оказании помощи пострадавшим в ЧС федерального и международного уровня. В составе полевой многопрофильный госпиталь и отдел авиамедицинской эвакуации (санитарная авиация) — решает задачи, связанные с оказанием помощи и транспортировкой больных и пострадавших по воздуху на территории РФ и за рубежом[3].

### Федеральный уровень
- Служба медицины катастроф министерства здравоохранения России:
  - Комиссия по предупреждению и ликвидации чрезвычайных ситуаций и обеспечению пожарной безопасности — координационный орган[2];
  - Национальный медико-хирургический центр имени Н. И. Пирогова — постоянно действующим орган управления[2];
  - Федеральный центр медицины катастроф — орган повседневного управления[4];
- силы и средства министерства обороны России, МЧС России, МВД России, Роспотребнадзора, ФМБА, иных федеральных органов исполнительной власти, органов исполнительной власти субъектов Российской Федерации, органов местного самоуправления, Российской академии медицинских наук и других организаций.

### Региональный уровень
- Территориальный центр медицины катастроф (ТЦМК) и региональный центр медицины катастроф (РЦМК) — учреждения регионального подчинения. Занимаются ликвидацией медицинских последствий ЧС локального, территориального и регионального уровня на территории соответствующего субъекта. Например, в Москве — Московский территориальный научно-практический центр медицины катастроф (ЦЭМП) Департамента здравоохранения города Москвы[5].

### Центроспас
Центральный аэромобильный спасательный отряд «Центроспас» — формирование МЧС России, непосредственно не относящееся к ВСМК, но принимающее активное участие в оказании медицинской помощи пострадавшим при ЧС.